# Ramsar-Konvention

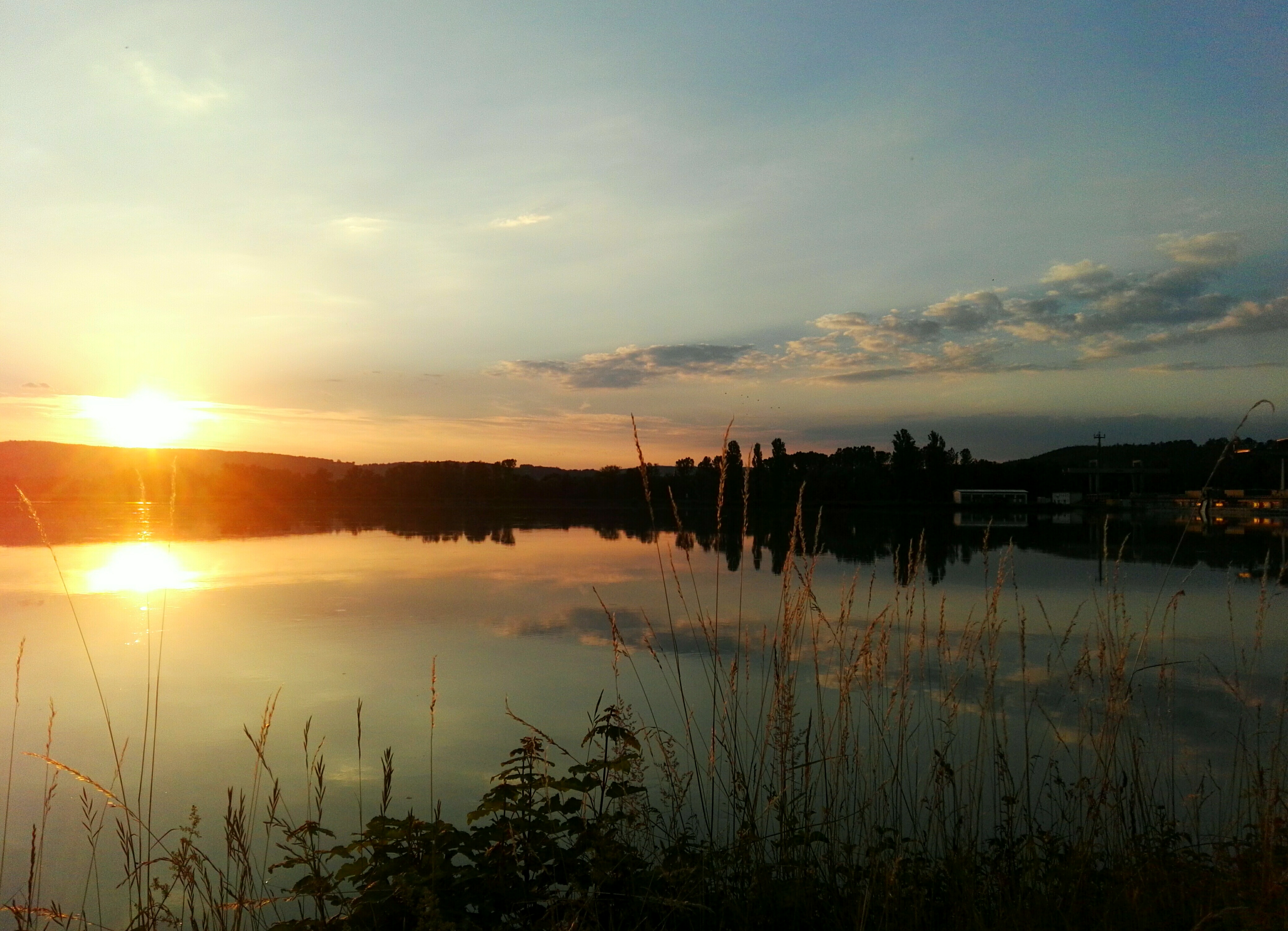
Ramsar-Schutzgebiet Unterer Inn

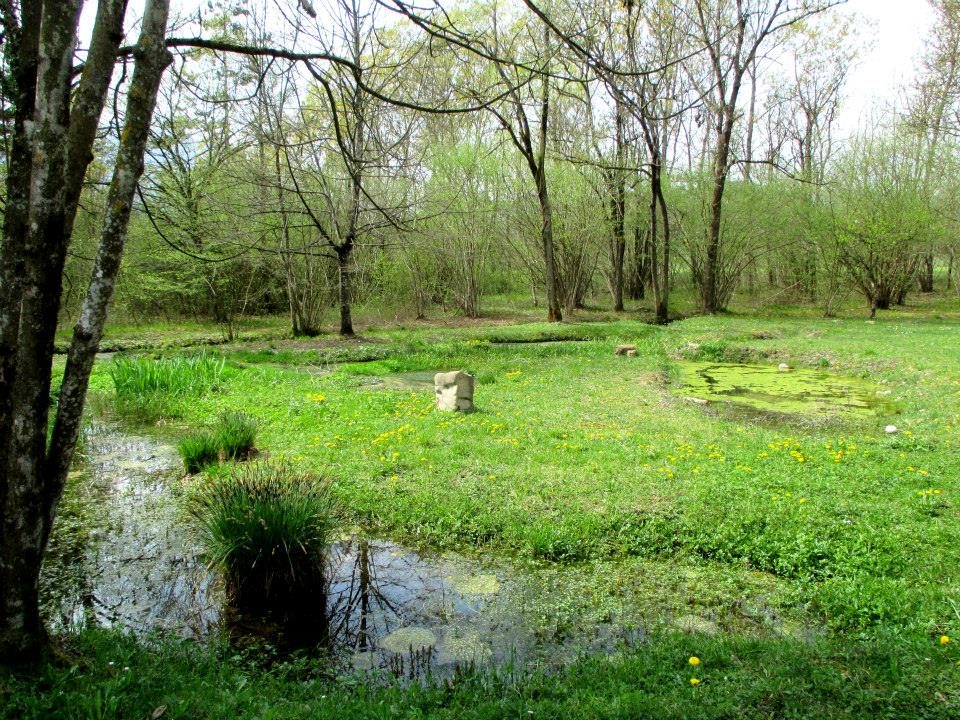
Vincheto di Celarda, Feuchtgebiet am Piave, Italien

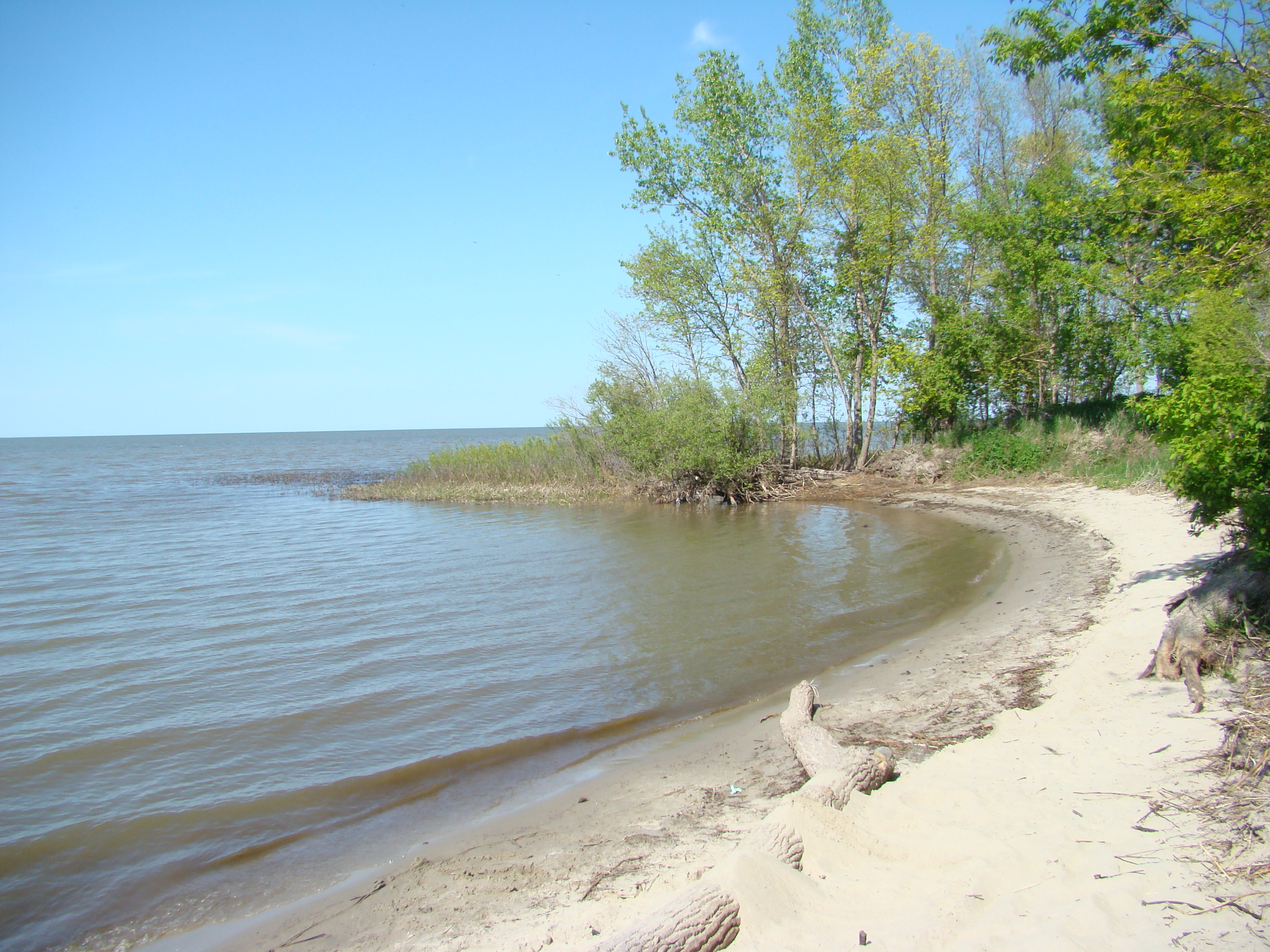
Delta Beach am Manitobasee, Manitoba, Kanada

Die Ramsar-Konvention bezeichnet das Übereinkommen über Feuchtgebiete von internationaler Bedeutung, insbesondere als Lebensraum für Wasser- und Watvögel, englisch  Convention on Wetlands of International Importance especially as Waterfowl Habitat. Es ist ein völkerrechtlicher Vertrag, dessen Ausarbeitung von der sog. MAR-Konferenz 1962 in der französischen Camargue angestoßen wurde.
Mit ihrem Bestehen seit 1975 ist die Konvention zum Schutz von Feuchtgebieten eines der ältesten internationalen Übereinkommen, die sich für den Erhalt und die nachhaltige Nutzung natürlicher Ressourcen einsetzen.
Das Vertragswerk steht außerhalb des erst 1972 gegründeten Umweltprogramms der Vereinten Nationen (kurz: UNEP). Eine Eingliederung in das UNEP ist bislang gescheitert.
Die Ramsar-Konvention wird von der UNESCO verwahrt. Das bedeutet, dass die UNESCO Beitrittsurkunden aufbewahrt oder in der Vergangenheit Übersetzungen des Vertragstextes beglaubigt hat. Ansonsten hat die UNESCO nichts mit der Ramsar-Konvention zu tun.

## Geschichte
Das Übereinkommen wurde am 2. Februar 1971 in Ramsar, Iran, geschlossen und ist damit eines der ältesten internationalen Vertragswerke zum Naturschutz. Die Konvention trat 1975 in Kraft und wurde von 21 Gründerstaaten unterzeichnet. Die Bundesrepublik Deutschland ist der Konvention 1976 beigetreten und die Deutsche Demokratische Republik 1978. Österreich trat 1983 bei. Bis 1999 sind insgesamt 119 Staaten dem Vertrag beigetreten, im August 2023 waren es 172.
Der Welttag der Feuchtgebiete wird seit 1997 alljährlich am 2. Februar begangen, dem Jahrestag des Abschlusses der Ramsar-Konvention. Welche wichtigen Funktionen Feuchtwiesen, Moore und Sümpfe in der Natur haben, wird unter anderem durch Aktionen zum internationalen Tag der Feuchtgebiete verdeutlicht.

## Anliegen der Ramsar-Konvention
Vier Hauptbereiche sind von den Vertragsparteien umzusetzen:
1. Schutz von Feuchtgebieten
2. Förderung der internationalen Zusammenarbeit beim Schutz von Feuchtgebieten
3. Förderung des Informationsaustausches über Feuchtgebietsschutz und
4. Unterstützung der Arbeit der Konvention

Vorausgegangen waren dieser Konferenz erste großräumige und überregionale Wasservogelzählungen in den 1960er-Jahren, die einen massiven Rückgang der betreffenden Vogelarten belegten. Das Abkommen verpflichtet die Beitrittsstaaten, geeignete Maßnahmen zu unternehmen, die ökologischen Verhältnisse in den ausgewiesenen Gebieten aufrechtzuerhalten. Es wird kein totales Nutzungsverbot angestrebt – ein solches wäre für viele der ärmeren Staaten auch kaum durchführbar –, sondern der Grundsatz der nachhaltigen, ökologisch ausgewogenen Nutzung (“wise use”) soll verwirklicht werden.
Der Schutz von Wasser- und Watvögeln sollte durch einen ganzheitlichen Schutz ihrer Lebensräume verwirklicht werden. Der ökosystembezogene Ansatz ist dem Vertragstext implizit zu entnehmen. Er hat sich jedoch später im Rahmen der Vertragsstaatenkonferenz durchgesetzt. Die Konventionsziele im Sinne des Übereinkommens beinhalten Maßnahmen zum Schutz der Artenvielfalt, zur weniger invasiven Nutzung sowie Regelungen im Sinne eines gerechteren Vorteilsausgleichs.

## Rechtliche Stellung des Ramsarabkommens
Die Ramsar-Konvention ist ein völkerrechtlicher Vertrag. Damit bindet er Staaten völkerrechtlich, die ihm wirksam beigetreten sind.
Unterschiedliche Auffassungen werden bezogen auf die Rechtsfolgen einer Ausweisung als Ramsar-Gebiet vertreten. Zum einen wird die Ansicht vertreten, eine Deklaration als Ramsar-Gebiet könne keine Schutzkategorie im eigentlichen Sinne begründen; das heißt, sie könne lediglich als „Prädikat (Gütesiegel)“ verstanden werden und der Schutz selbst erfolge auf freiwilliger Basis der Unterzeichnerstaaten. Zum anderen führen Kommentatoren aus, dass eine Ausweisung als Ramsar-Gebiet einen „völkerrechtlichen Reservatsonderstatus“ begründe.
Deutschland gehört zu den Gründungsstaaten, hat jedoch bislang unterlassen, die Konvention in nationales Recht umzusetzen und ist seit Jahrzehnten vertragsbrüchig. 
Nach einer 2022 im Fachmagazin AVR erschienenen Studie habe die Konvention bislang keine innerstaatliche Geltung in Deutschland entfaltet. Es fehle ein Umsetzungsgesetz, das bislang nicht erlassen wurde und damit nicht ermögliche, dass die Konvention zureichend angewendet werden könne.
Die Umsetzung der durch die Konvention eingegangenen Verpflichtungen wird aktuell durch mehrere europäische Richtlinien und Umweltrecht auf nationaler Ebene unterstützt. Es bestehen jedoch unterschiedliche Auffassungen dahingehend, ob die europäischen Richtlinien und Umweltrecht auf nationaler Ebene die Erfüllung der Ramsar-Konvention zureichend ermöglichen.
Ein eigenes Büro, das Internationale Ramsar-Sekretariat (Secretariat of the Convention on Wetlands, Ramsar Secretariat) in Gland, am Südwestufer des Genfersees am Sitz der International Union for Conservation of Nature and Natural Resources (IUCN), dient der Überwachung der Implementierung der Konvention und ihrer Weiterentwicklung. Es ist prinzipiell souverän, arbeitet aber mit IUCN und den UN und ihren Unterorganisationen (UNESCO, UNEP) eng zusammen.
Alle drei Jahre werden auf Konferenzen der Vertragsstaaten Berichte über den Stand des Feuchtgebietsschutzes vorgelegt.

## Ramsar-Gebiete

### Internationale Feuchtgebiete
Derzeit genießen 2431 Gebiete mit 2.546.206,30 km² den Schutz gemäß den Richtlinien der Konvention; sie verteilen sich auf 172 Staaten (Stand Oktober 2021). Die Staaten mit den meisten Gebieten sind Großbritannien mit 175 und Mexiko mit 142. Bolivien hat mit 148.424,05 km² die größte Fläche ausgewiesen, gefolgt von Brasilien, der Demokratischen Republik Kongo, Kanada und Tschad. Die ehemalige Seefläche des Tschadsees ist seit 2008 ein Schutzgebiet der Ramsar-Konvention, das erste grenzüberschreitende in ganz Afrika.
Sämtliche Mitgliedsstaaten sind unten in der Navigationsleiste aufgeführt.

### Ramsar-Feuchtgebiete im deutschsprachigen Raum

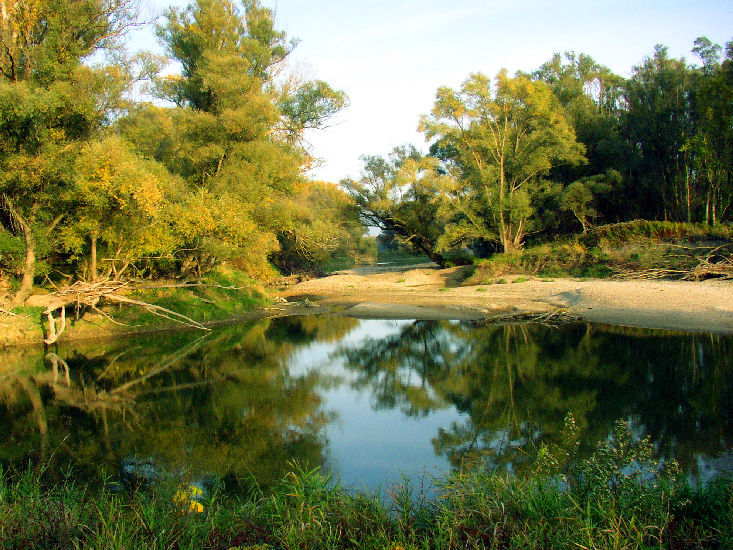
Nationalpark Donau-Auen, Österreich

#### Deutschland
Der größte Teil (über 80 Prozent) der 34 in Deutschland ausgewiesenen Ramsar-Gebiete besteht aus Watt- und Wasserflächen in Nord- und Ostsee. Die Gesamtfläche der in Deutschland geschützten Feuchtgebiete liegt bei 868.226 Hektar, fast alle diese Areale unterliegen zusätzlich dem Schutz der EU-Konvention Natura 2000. Drei der Ramsar-Gebiete, mit Anteilen in Deutschland gehen über die Staatsgrenze hinaus: das Schutzgebiet Wattenmeer beinhaltet zusätzlich Flächen in Dänemark und den Niederlanden, das Gebiet am Oberrhein geht in ein Schutzgebiet in Frankreich über und die Bayerische Wildalm erstreckt sich auch jenseits der Grenze zu Österreich.

#### Österreich
Als Österreich 1983 das Übereinkommen ratifizierte, waren zunächst fünf Feuchtgebiete als Ramsar-Schutzgebiete ausgewiesen; der Neusiedler See mit dem Seewinkel, die Donau-Auen (siehe Nationalpark Donau-Auen), die Untere Lobau, die Stauseen am Unteren Inn und das Rheindelta am Bodensee. Mittlerweile wurden über 20 Ramsar-Gebiete mit einer Gesamtfläche von rund 1200 km² unter Schutz gestellt, was rund 1,5 Prozent der Staatsfläche entspricht.

#### Schweiz
Das älteste Ramsar-Gebiet in der Schweiz ist das 1976 aufgenommene Naturschutzgebiet Fanel, das Teile der Uferlandschaft Grande Cariçaie, am Neuenburgersee, beinhaltet.
Bei der Auswahl der mittlerweile 11 Schutzgebiete wurden auch die Bedürfnisse der Zugvögel beachtet, da etwa eine halbe Million Wasservögel auf Schweizer Gewässern überwintern. Das größte Schutzgebiet innerhalb der Schweiz befindet sich am Allondon, einem Nebenfluss der Rhône.

### Die weltweit größten Ramsar-Schutzgebiete

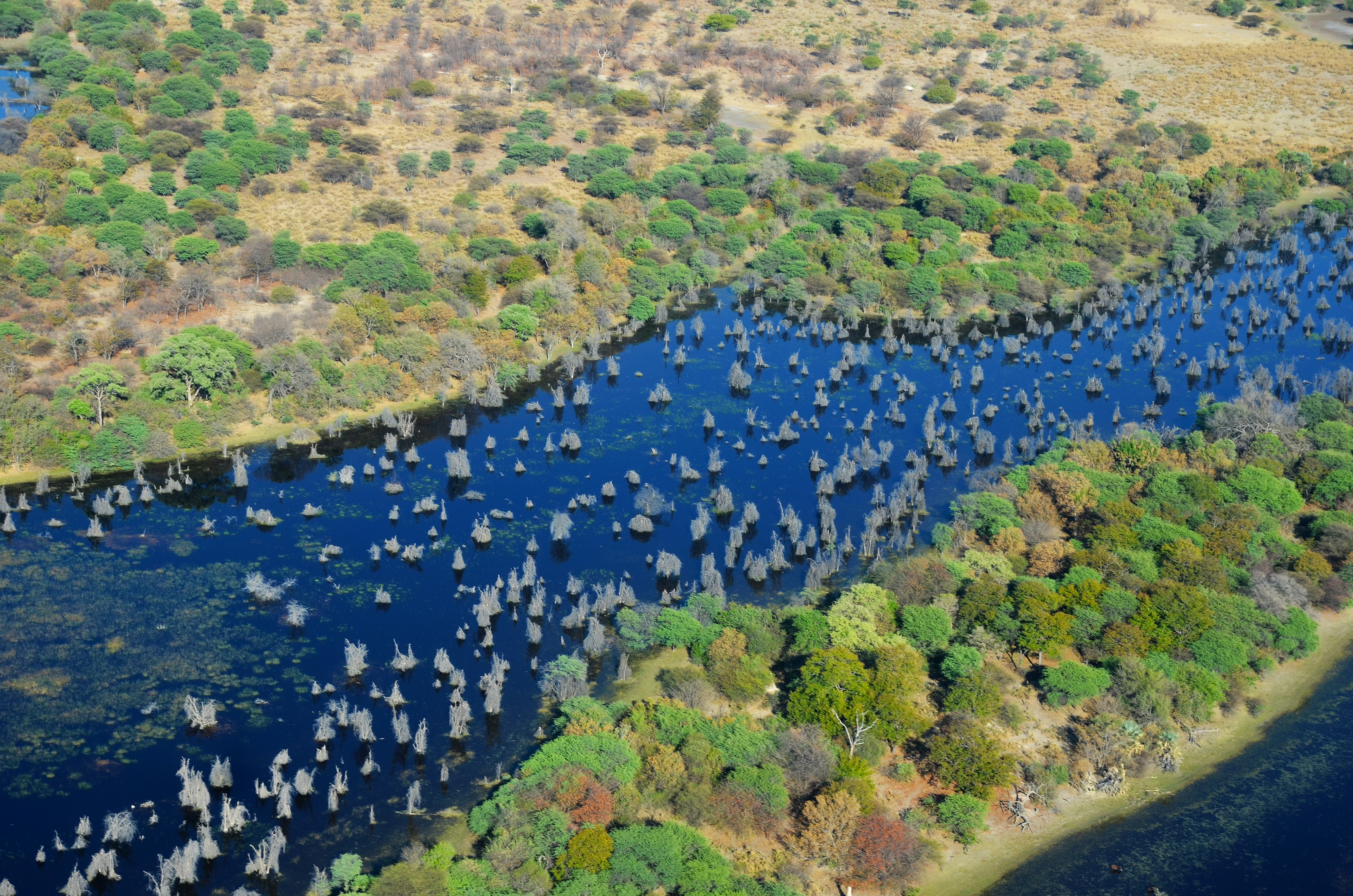
Geschützt als Ramsar-Gebiet und UNESCO-Welterbe: Luftaufnahme des Okavangodeltas in Botswana

Die 10 weltweit größten Gebiete (Stand Oktober 2021) unter dem Schutz der Konvention sind:
- Rio Negro, Brasilien, 120.016,14 km²
- Ngiri-Tumba-Maindombe, Demokratische Republik Kongo, 65.696,24 km²
- Queen Maud Gulf, Kanada, 62.782 km²
- Grands affluents, Demokratische Republik Kongo, 59.080,74 km²
- Sudd, Südsudan, 57.000 km²
- Okavango Delta System, Botswana, 55.374 km²
- Gueltas et Oasis de l'Aïr, Niger, 49.241 km²
- Plaines d’inondation des Bahr Aouk et Salamat, Tschad, 49.220 km²
- Bassin de la Lufira, Demokratische Republik Kongo, 44.709,93 km²
- Delta Intérieur du Niger, Mali, 41.195 km²

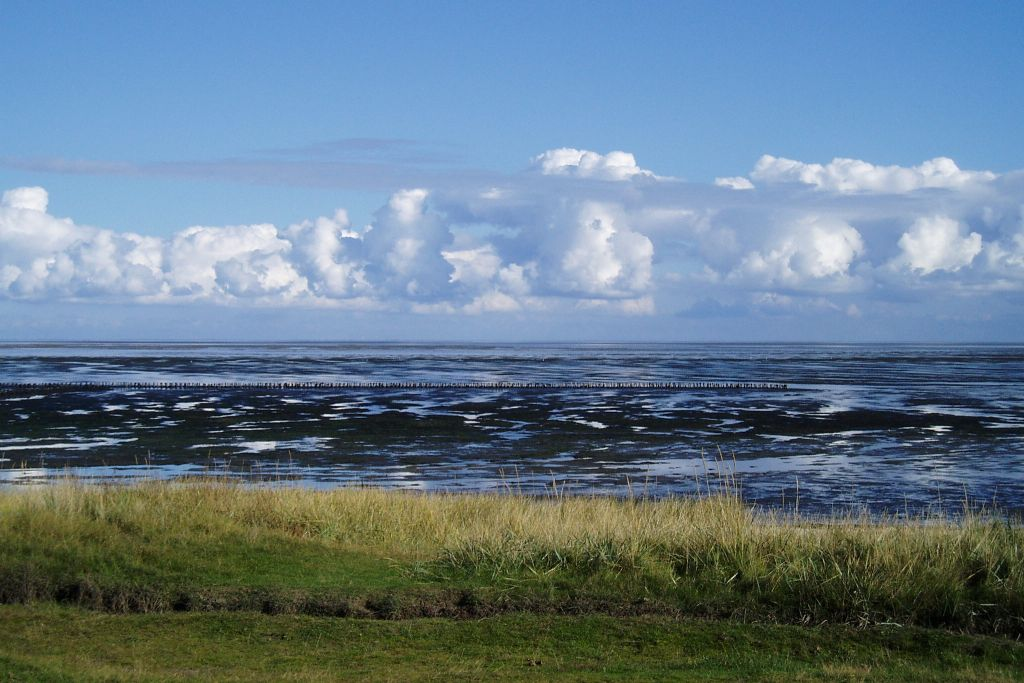
Wattenmeer bei Sylt (Deutschland)
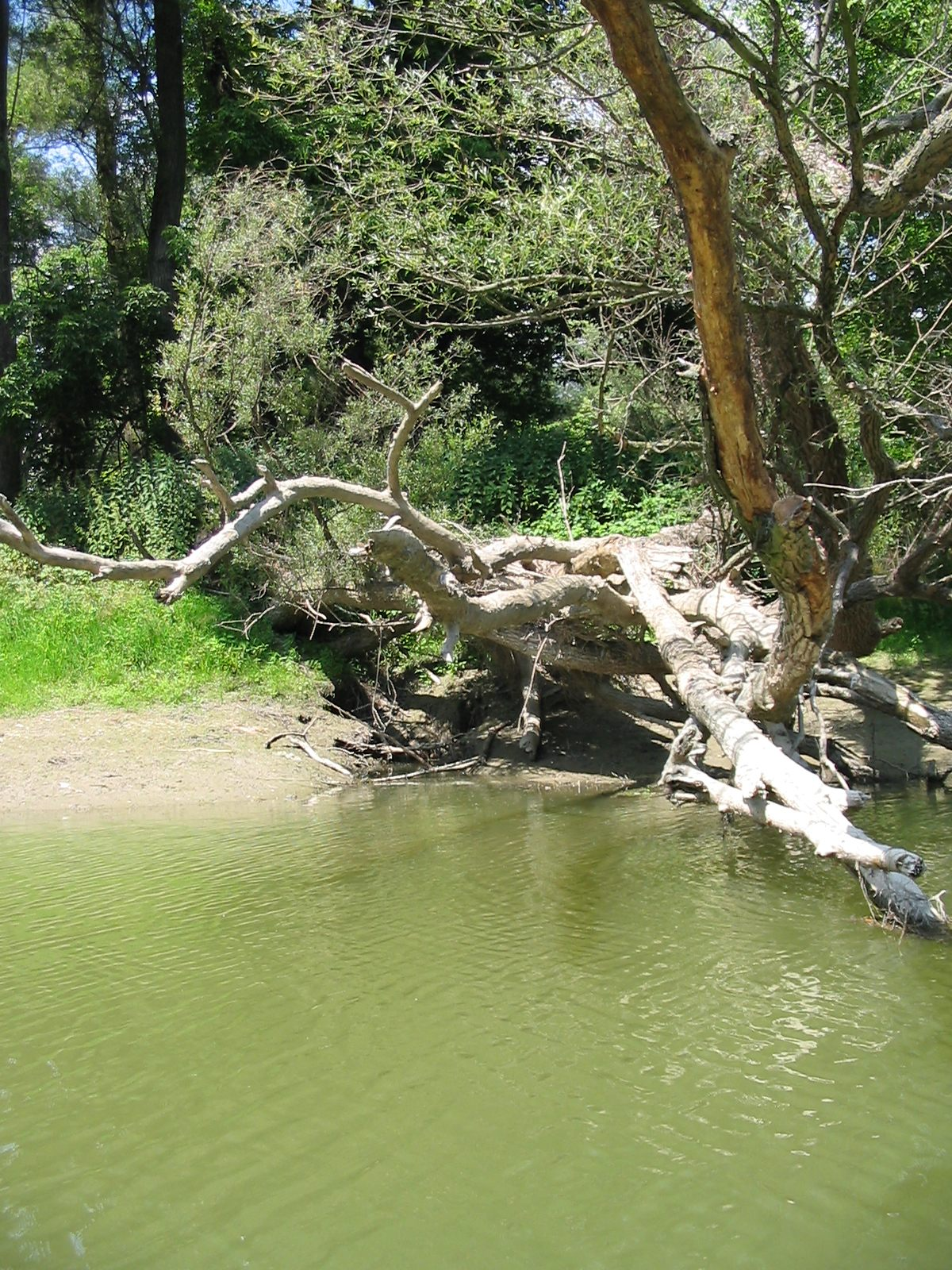
Auenlandschaft im Nationalpark Donau-Auen (Österreich)
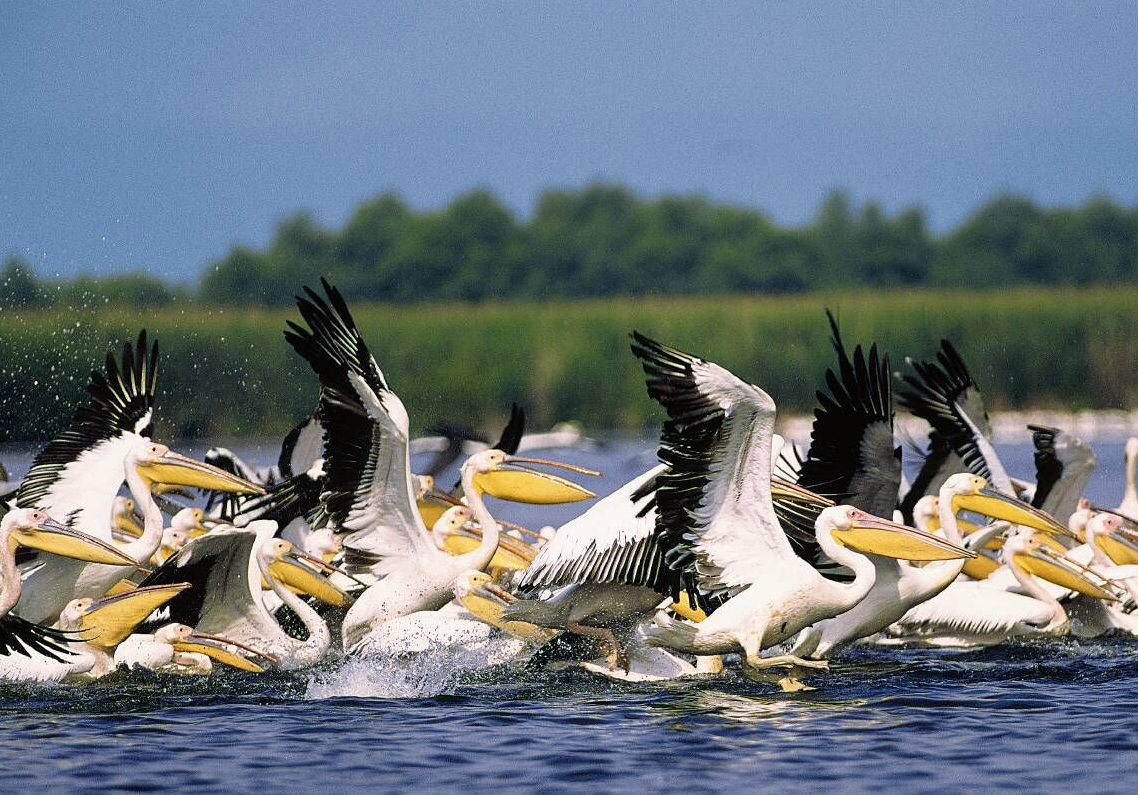
Pelikane im Biosphärenreservat Donaudelta (Rumänien)
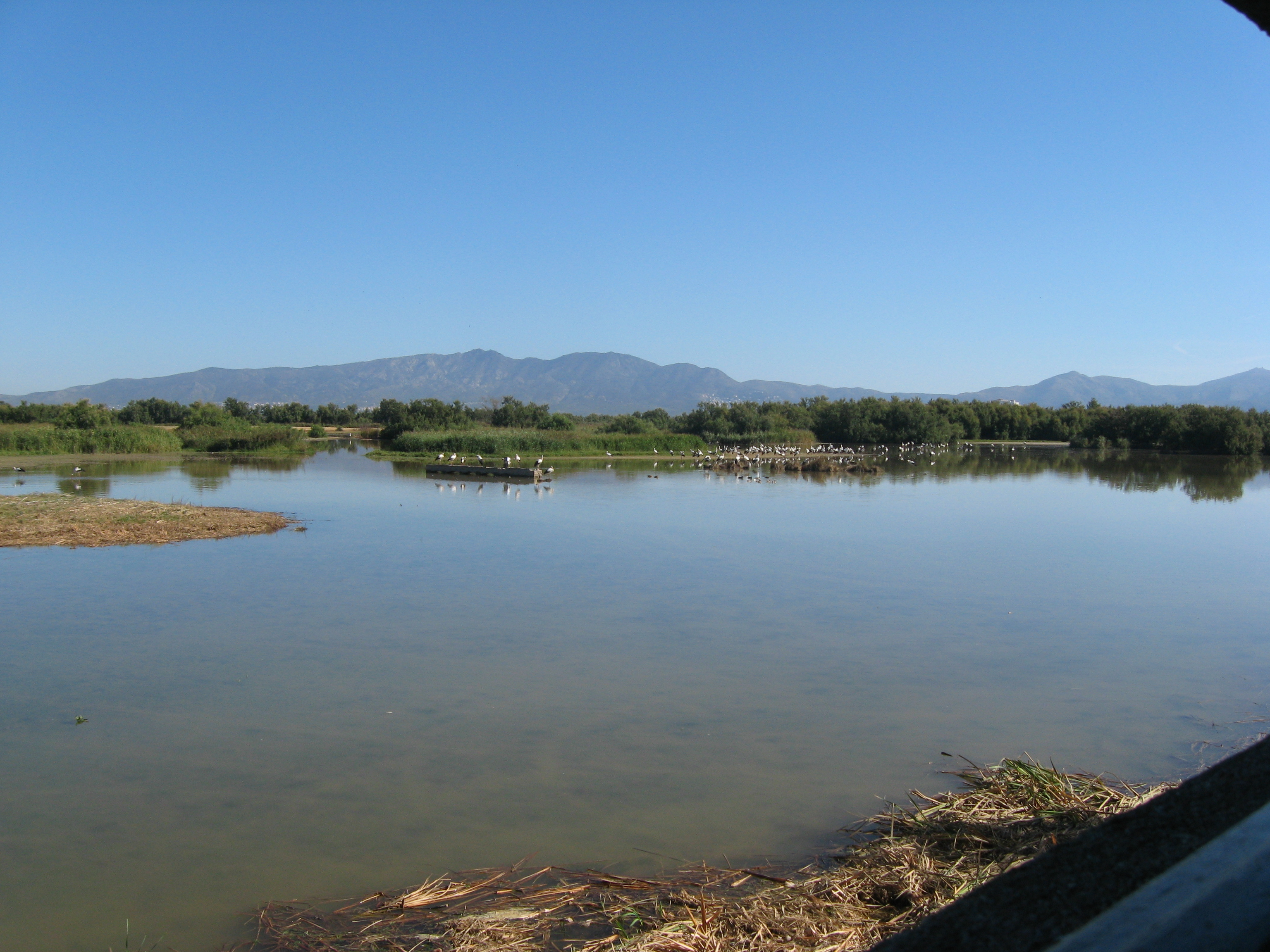
Feuchtgebiet im Parc Natural dels Aiguamolls de l’Empordà (Spanien)
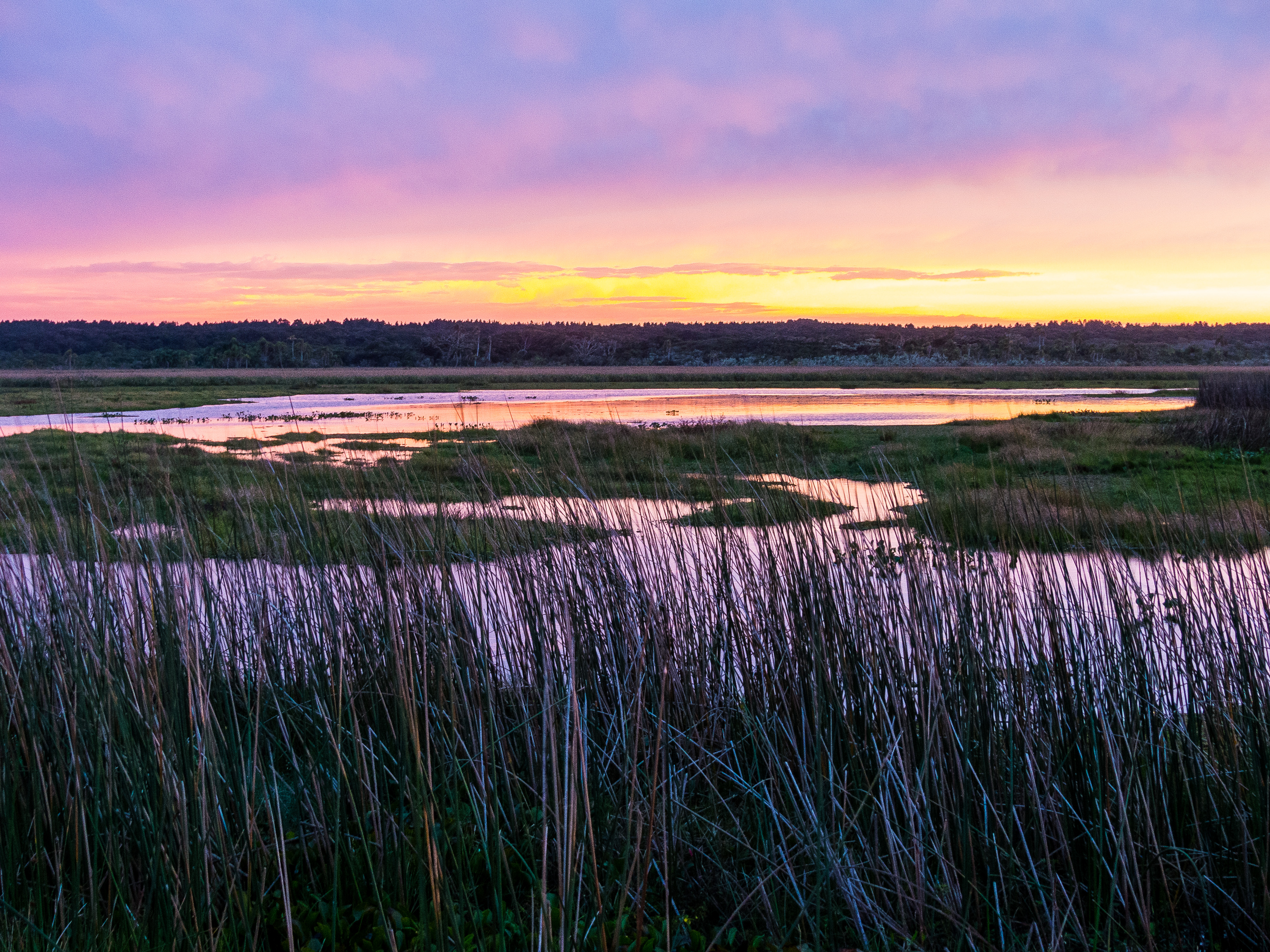
Sonnenaufgang im Feuchtgebiet Lagoa do Peixe (Brasilien)
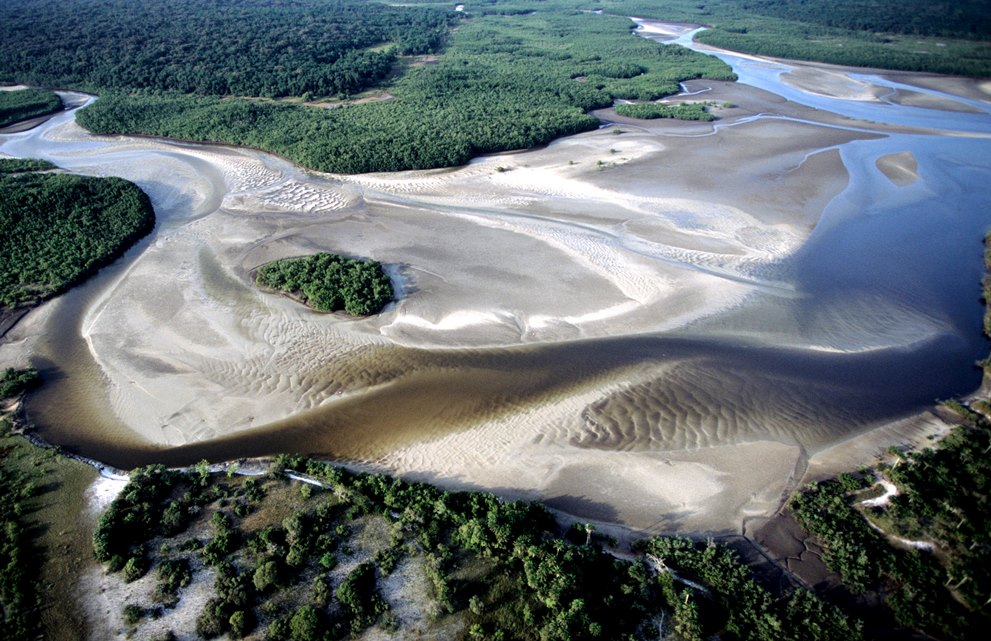
Bissagos-Archipel (Guinea-Bissau, Afrika)
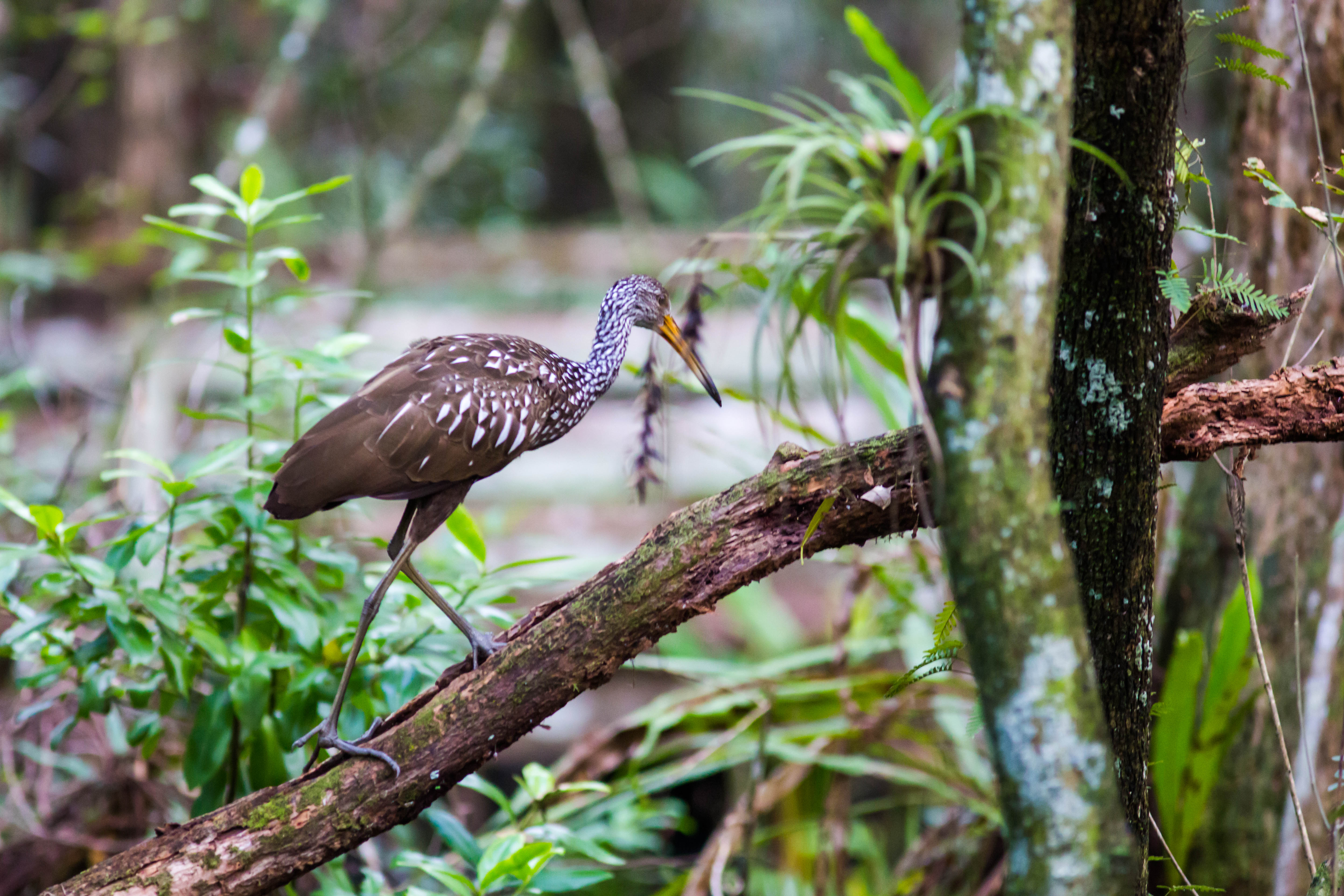
Corkscrew Swamp Sanctuary (USA) (abgebildet ist ein Rallenkranich)
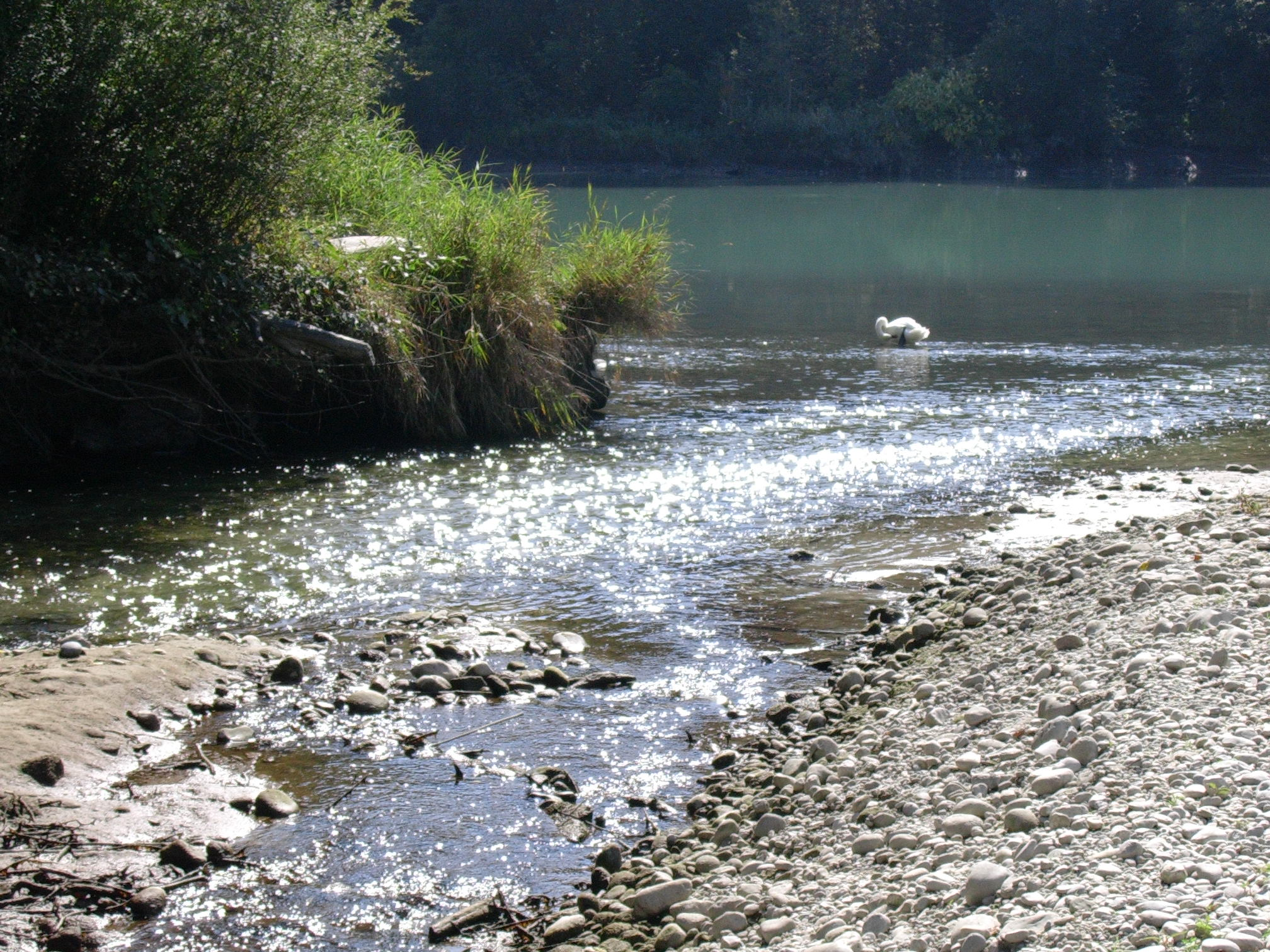
Der Allondon trifft im Ramsar-Schutzgebiet auf die Rhône (Schweiz)